# La balada de una moto
La balada de una moto es una película de corto metraje, de Cinematográfica de Occidente, de los socios Harold López Méndez y Enrique Gutiérrez y Simón, con guion de Harold López y la producción y dirección técnica de Enrique Gutiérrez y Simón. Cámara: Hernando González Palacio. Protagonistas: Juan Carlos Berenguer y Olga Natalia Aljure.

## Sinopsis
Es una historia de amor imposible, entre un joven de clase humilde, que ha conseguido comprar una moto de segunda mano, que supone le facilitará conseguir trabajo y una jovencita de clase social alta. Cuando ella accede a dar un paseo en la moto faltando al colegio, los padres alarmados empiezan a buscarla y al regresar a casa, deciden enviarla a otra ciudad.

## Rodaje
El Dr. Harold López, amigo del padre del protagonista, el modisto español Elio Berhanyer, encontró a la joven Olga Natalia Aljure en una cafetería de Cali donde estaba con su madre, e impactado por su belleza le propuso protagonizar la película que ya estaban preparando.

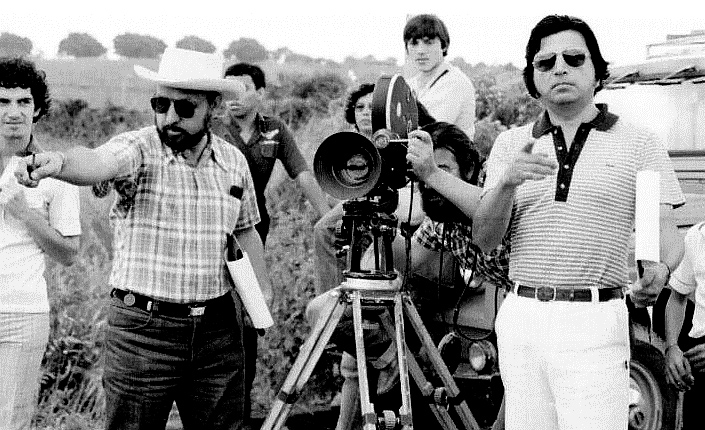
El director Enrique Gutiérrez y Simón, le da indicaciones a Hernando González, en la cámara, en presencia de Harold López, productor

El rodaje se hizo en diversas locaciones de Cali y sus alrededores, con escenas de carreras de motocross y haciendo especial hincapié en la belleza de ambos protagonistas y de los paisajes del valle, una reserva forestal, los farallones de la carretera al mar y otros aspectos de la ciudad, contando toda la historia básicamente con música e imágenes, ya que todos los diálogos de la película no pasan de 15 segundos.
La idea del guion, las locaciones y todos los aspectos artísticos, estuvieron a cargo de Harold López. La producción ejecutiva, y dirección técnica a cargo de Enrique Gutiérrez y Simón y la cámara a cargo de Hernando González.
Se terminó el revelado, montaje y sonorización en Tiuna Films de Bogotá, y se presentó a clasificación en el Ministerio de Comunicaciones, donde le dieron la máxima calificación, por lo que se exhibió durante el tiempo legal que permitía el sobreprecio, con películas de estreno de primera categoría.
La película ha sido cedida a la Fundación Patrimonio Fílmico Colombiano.

## Memoria fotográfica
Algunas fotografías tomadas durante el rodaje de la película:

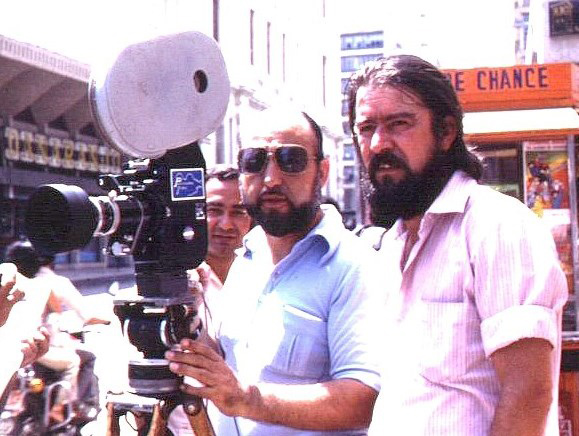
Preparando una escena, con una cámara de 16 mm. en las calles de Cali, Enrique Gutiérrez y Simón, con Hernando González
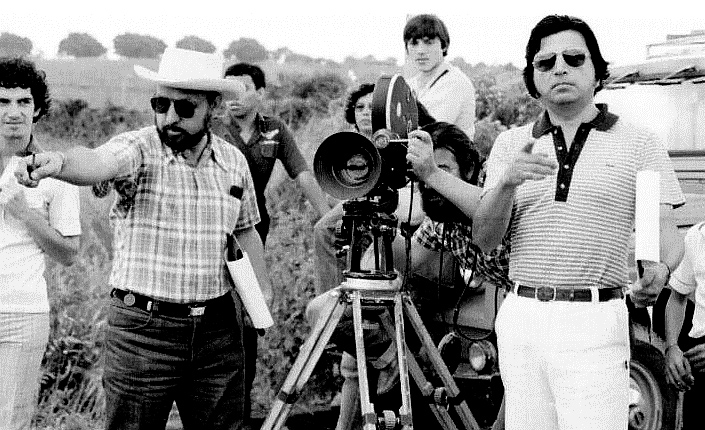
El director Enrique Gutiérrez y Simón, le da indicaciones a Hernando González, en la cámara, en presencia de Harold López, productor
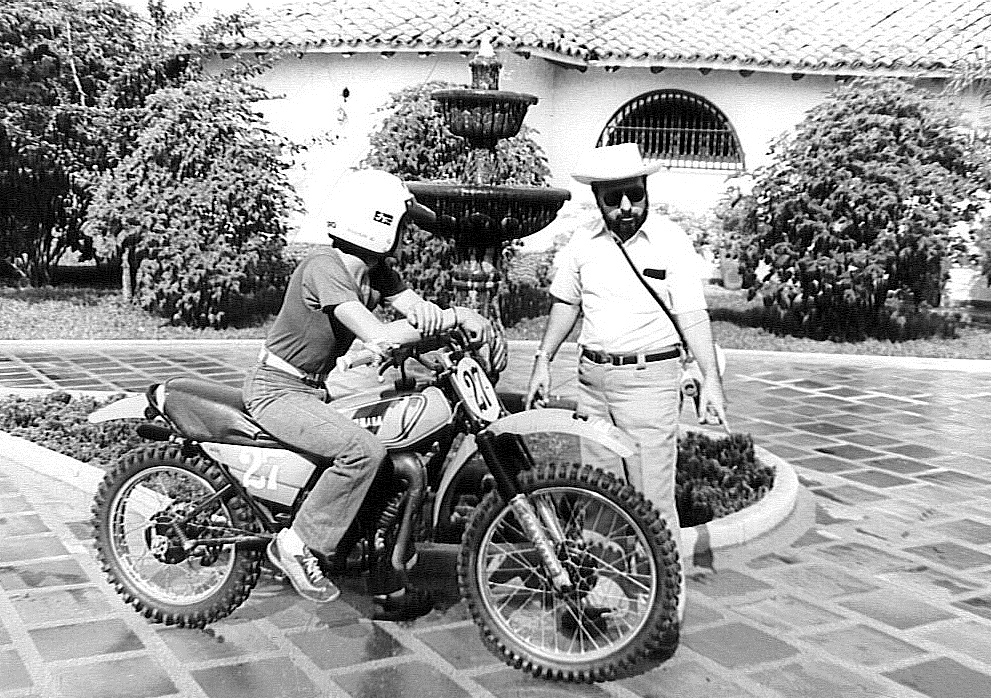
Enrique Gutiérrez y Simón, director, indica al protagonista Juan Carlos Berenguer, la posición para una escena.
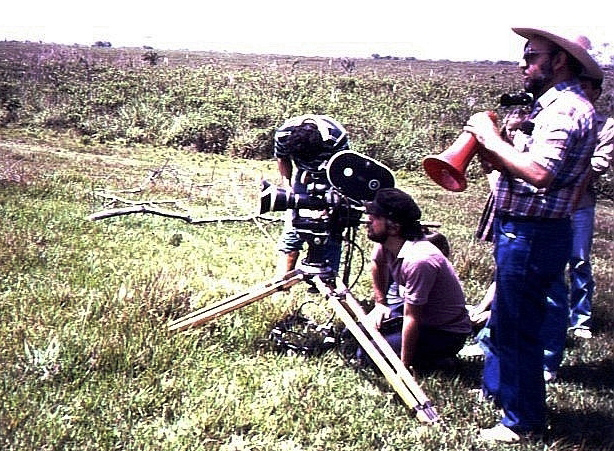
Hernando González, en la cámara, con Enrique Gutiérrez y Simón, director, en una escena de exteriores de La balada de una moto.
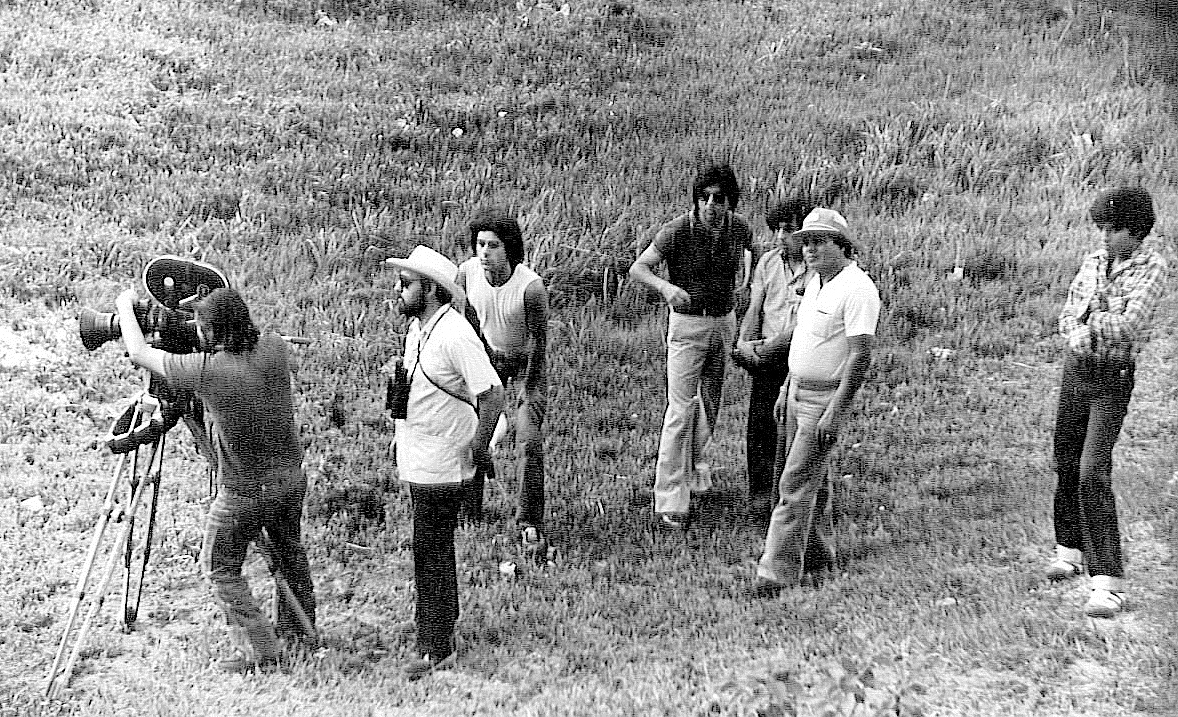
El equipo de dirección de La balada de una moto, en un momento del rodaje de las carreras de moto cross.
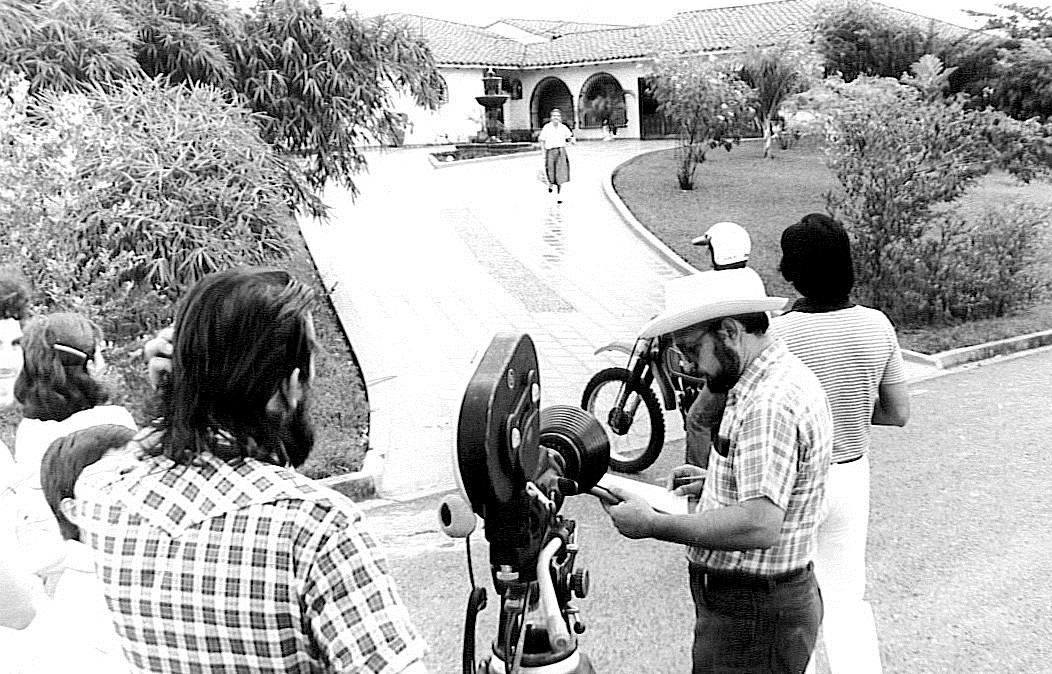
Ensayando la escena en que la chica sale de su casa y el protagonista la espera en la moto, para invitarla a un paseo
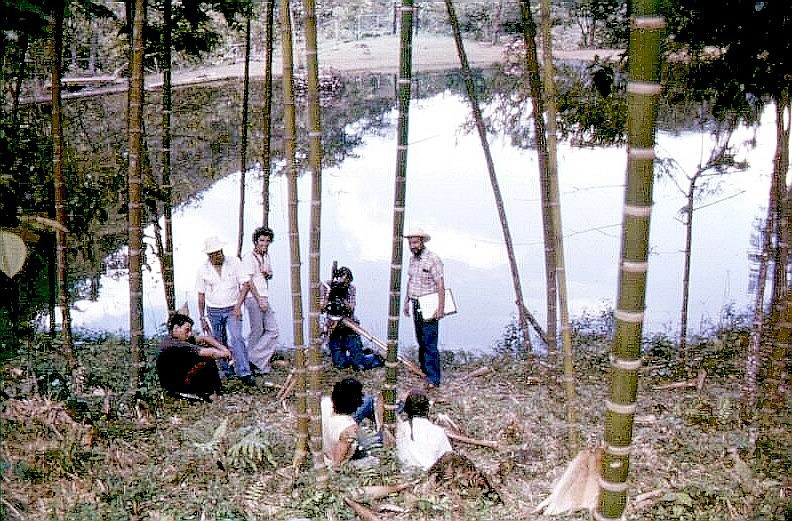
Rodaje de la escena en la reserva forestal.
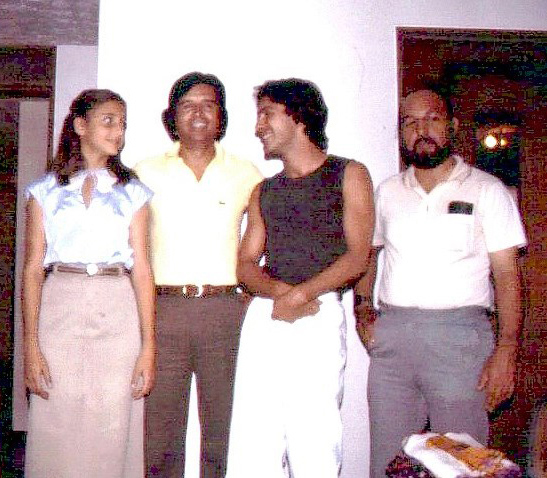
Los dos protagonistas de La balada de una moto, con los directores de la película: Olga Natalia Aljure; Harold López; Juan Carlos Berenguer y Enrique Gutiérrez y Simón.
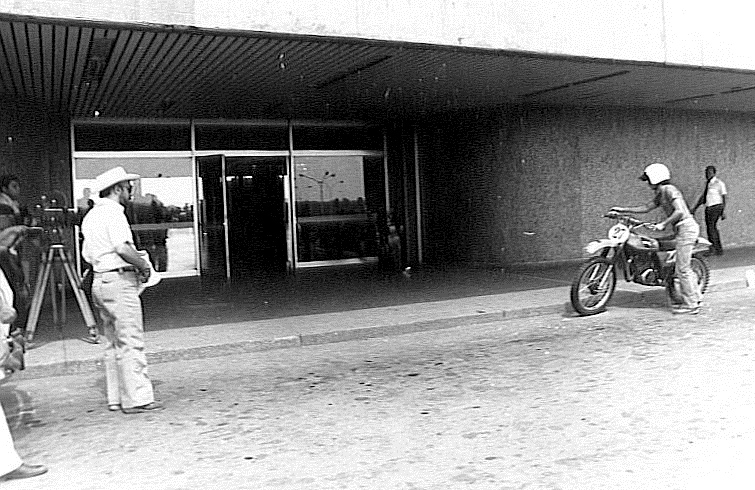
Filmando la escena en que el protagonista llega al aeropuerto, en busca de la chica, que sus padres han enviado a otra ciudad.
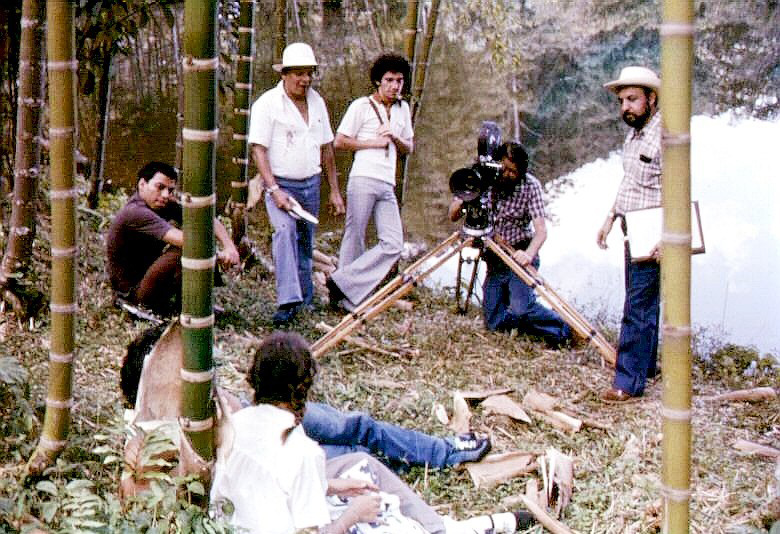
Excursionistas espiando a la pareja que está conversando en la reserva forestal, esperando una escena erótica.
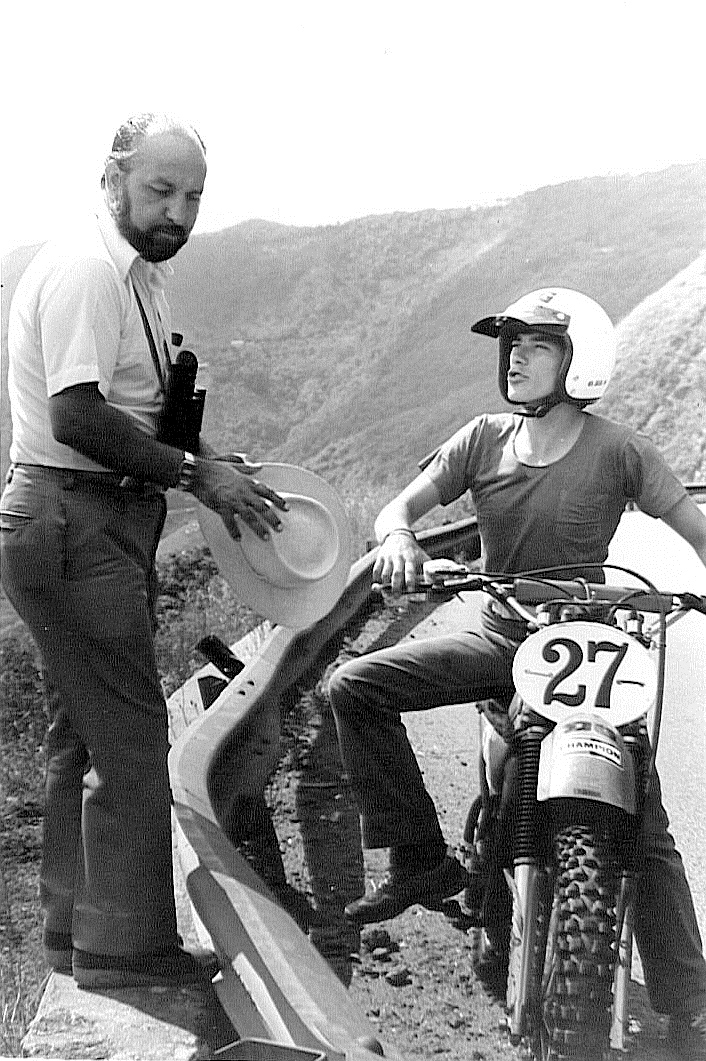
El director, Enrique Gutiérrez y Simón, da instrucciones al protagonista, Juan Carlos Berenguer, en una de las escenas finales, en los Farallones de Cali, en los Andes.
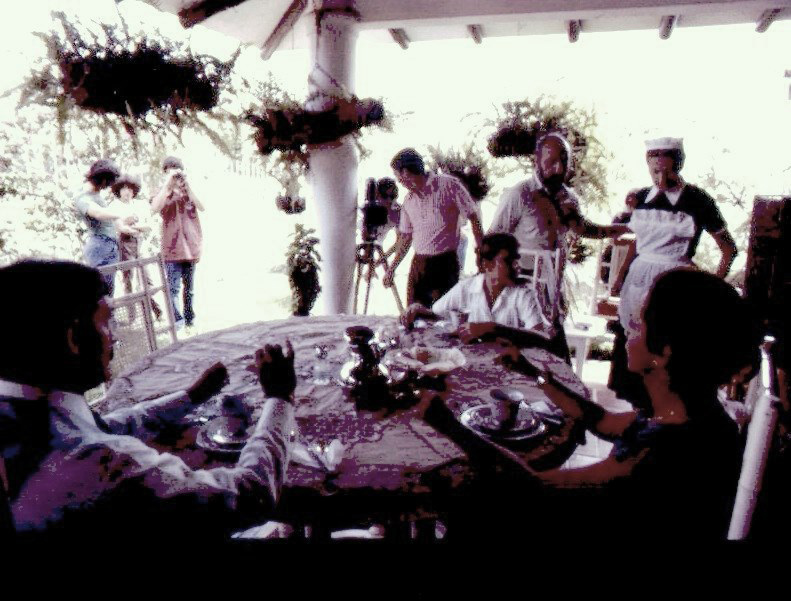
Rodaje de la escena del desayuno en la casa de la chica, de la película La balada de una moto

- Datos: Q17636192